# Acontia apricana
Acontia apricana är en fjärilsart som beskrevs av Embrik Strand 1917. Acontia apricana ingår i släktet Acontia och familjen nattflyn. Inga underarter finns listade i Catalogue of Life.